# Schloss Eggenberg (Vorchdorf)

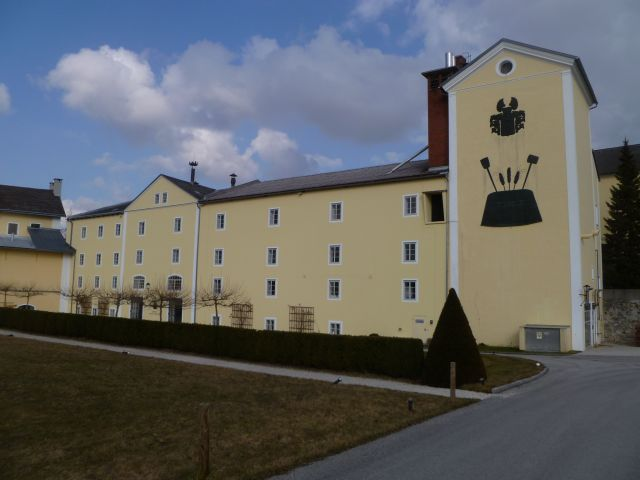
Schloss Eggenberg, Brauereitrakt

Das Schloss Eggenberg befindet sich etwa 1,7 km entfernt von Vorchdorf in Oberösterreich auf der Straße nach Gmunden. Heute ist es vor allem durch seine Bierbrauerei bekannt.

## Geschichte

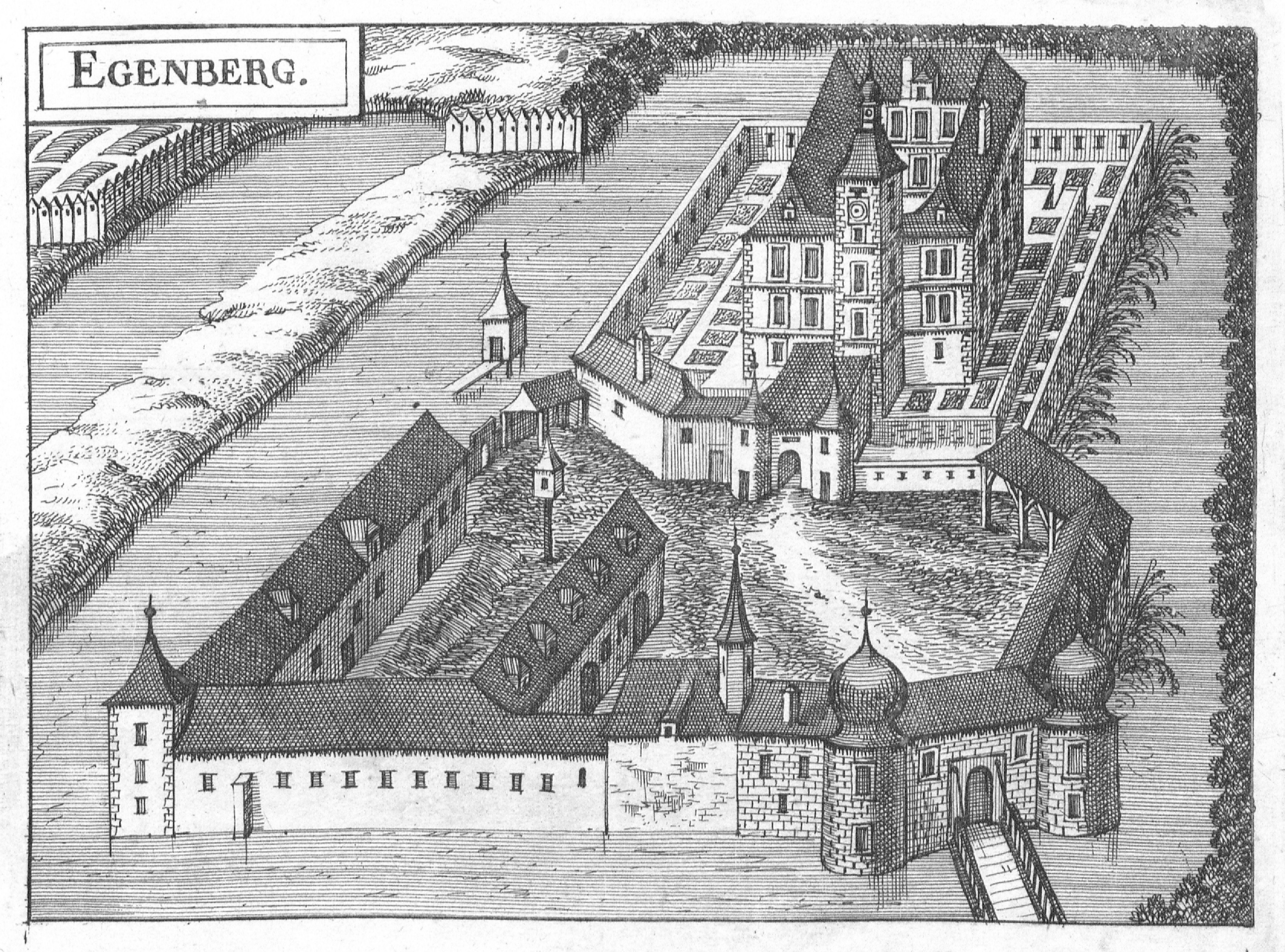
Schloss Eggenberg um 1674, Stich von Georg Matthäus Vischer

Der älteste Bau des Schlosses entstand vermutlich um 971 und es hat in einer wechselvollen Geschichte mehrfach die Besitzerfamilien gewechselt. 1274 ist die erste urkundliche Erwähnung anlässlich der Verpfändung des Maierhofes zu Eggenberg an den Passauer Kleriker Heimricus de Inne. Ab 1287 ist das Schloss im Besitz der Familie der Eggenberger.
Tiemo der Eggenberger und Ottokar von Eggenberg sind die bekanntesten Vertreter dieser Familie, die übrigens in keiner Beziehung zum späteren steirischen Adelsgeschlecht der Eggenberger steht, welches 1625 die gleichnamige Brauerei in Krumau erbaute. Ab 1343 wird das Schloss landesfürstliches Lehen von Herzog Albrecht III. von Österreich. Mit Aussterben der Eggenberger 1395 erfolgt die Lehensgabe an Jörg von Puchheim, Hanns von Stubenberg und Hans Pratzendorffer.
1397 kauft Reinprecht II. von Walsee das Lehen, und die Walseer werden nachfolgend durch Herzog Albrecht VI. damit belehnt. Ab 1464 bewirtschaftet die Familie der Kirchberger pfandweise den Besitz, 1465 kauft Ritter Sigmund Kirchperger das Schloss. Die weiteren Besitzer sind ab 1524 die Familie der Fernberger, ab 1625 Adam Graf von Herberstorff, ab 1649 Wenzel Graf von Sprinzenstein, ab 1651 Ludwig Graf von Kuefstein und ab 1680 das Stift Kremsmünster.
Ab 1803 wird zunächst die Brauerei und 1811 auch das Schloss von Johann Georg Forstinger, seiner Ehefrau Theresia und deren Sohn Franz erworben. Dessen direkter Nachkomme Karl Stöhr ist noch heute Eigentümer der Gebäude und der Brauerei. 1807 wurden Teile des leerstehenden Schlosses abgetragen.
Die Brauerei ist seit dem 14. Jahrhundert nachgewiesen. Damals wurde Bier für die umliegenden Orte und Anwesen hergestellt. 1681 begann die gewerbliche Brauerei durch Michael Weismann.

## Schloss Eggenberg heute
Der Wehrcharakter des Schlosses, wie ihn der Stich von Georg Matthäus Vischer zeigt, ist heute verloren gegangen. Der breite Wassergraben wurde nach und nach zugeschüttet. Die beiden den Eingang flankierenden Türme sind zurückgebaut und nur mehr als Ecken des Hauses erkennbar. Durch einen Brand 1877 wurden wesentliche Teile des Schlosses vernichtet, sodass heute nur mehr Teile der früheren Vorburg erhalten sind. Das neue Herrschaftshaus wurde nach Plänen des Wiener Architekten Jung errichtet. Der Herrschaftsflügel ist auf der Gartenseite mit geschwungenen schmiedeeisernen Fensterkörben ausgestattet. Auch an der Hofseite befinden sich schmiedeeiserne Gitter, aber in einfacherer Ausführung. Im Innenhofbereich findet man ein lang gestrecktes Gebäude mit Dachturm und aufgesetztem Kreuz, ein Hinweis auf die Schlosskapelle. Die ursprüngliche Schlosskapelle wurde 1782 abgebrochen und 1889 durch die Stifter Carl und Caroline Forstinger neu errichtet. Das Altarbild stellt Mariä Krönung des Malers Franz Engellachner aus Gmunden dar.
Das Gebäude der Brauerei Schloss Eggenberg steht schräg gegenüber dem alten Schloss. In den 1970er Jahren konnte ein neues Sudhaus eröffnet werden. Heute kann die Brauerei vor allem mit ausgewählten Bierspezialitäten Marktnischen besetzen. Unter anderem wird das angeblich stärkste Lagerbier der Welt gebraut: das Samichlaus Bier.

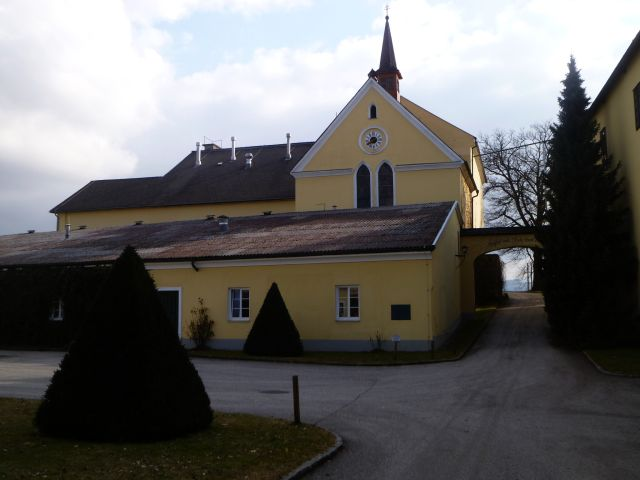
Kapellentrakt
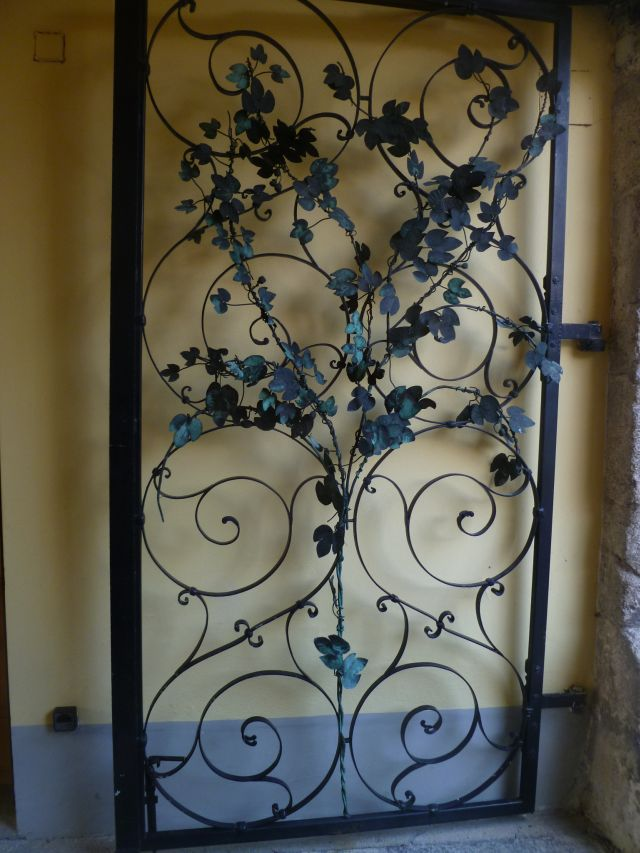
Torflügel
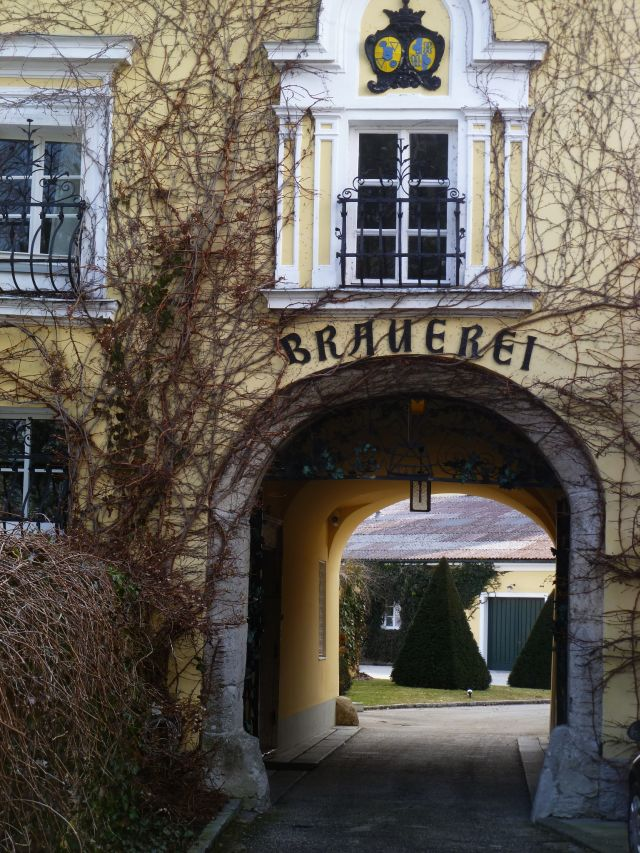
Eingangstor
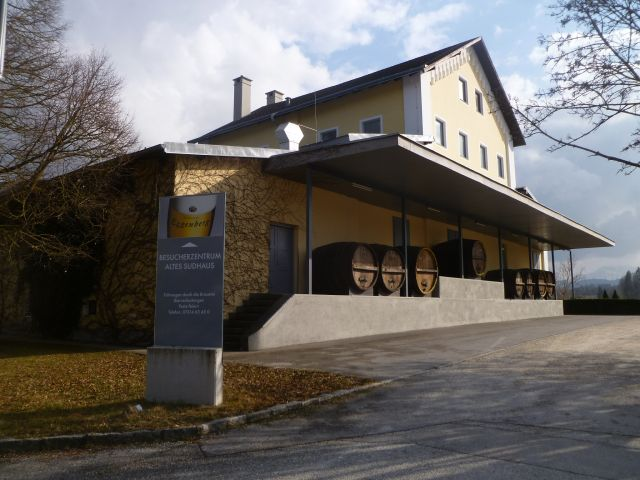
Besucherzentrum der Brauerei